# Huai Nam Dang Nationaal Park
Huai Nam Dang Nationaal Park (Thai: อุทยานแห่งชาติห้วยน้ำดัง) is een nationaal park in Thailand's Chiang Mai en Mae Hong Son provincies. Het park bevat bergen, (loof) bossen, watervallen en heetwaterbronnen. Het park is zo'n 180 vierkante kilometer groot.

## Geografie
Huai Nam Dang Nationaal Park ligt ongeveer 100 km noordelijk van de stad Chiang Mai, een van Thailands grootste steden.